# Arvid Källström

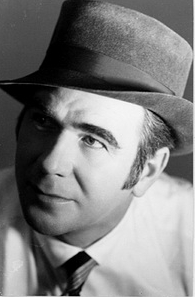
Arvid Källström, foto från 1943

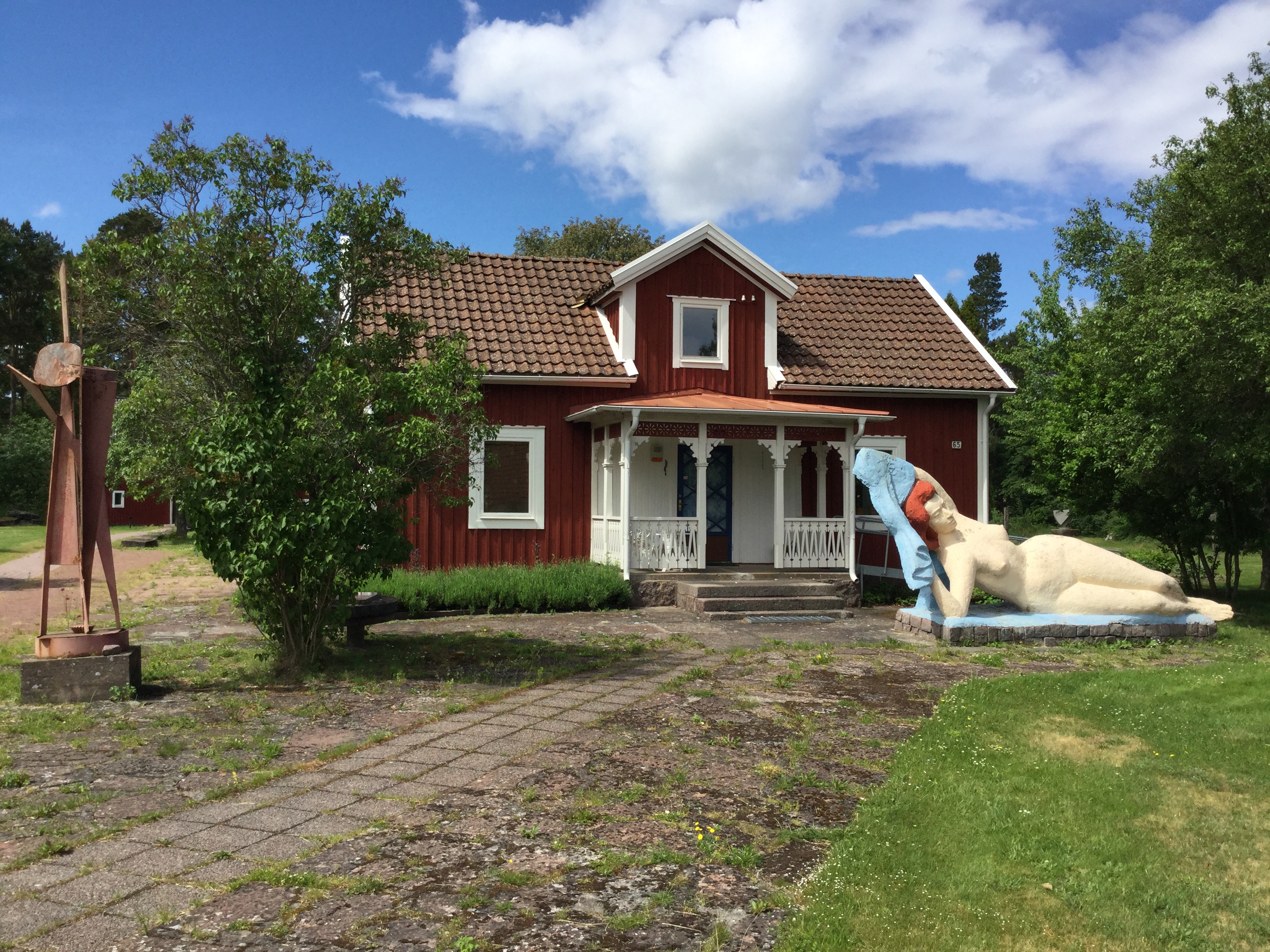
Källströmsgården i Påskallavik, i juni 2017

Arvid Källström, född 17 februari 1893 i Oskarshamns församling, död 27 oktober 1967, var en svensk skulptör.

## Biografi
Arvid Källströms föräldrar var ornamentbildhuggarna Edward Källström och Ida Pettersson. Källström var gift med Elin Nilsson och morfar till Håkan Juholt. Han levde och verkade i nära 30 år i Källströmsgården i Påskallavik. Hans produktion är omfattande och spänner från småskulpturer och porträtt till monumentalgrupper, som fontängrupper och kyrkliga arbeten. Han arbetade i olika material som granit, marmor, trä, brons, terrakotta och betong.
Arvid Källström studerade i Köpenhamn 1916–1919 för Kai Nielsen och fortsatte sin utbildning 1920–1926 i Paris, där han sedan under en följd av år hade sin ateljé. Han besökte som Ester Lindahlsstipendiat 1924–1925 Italien, England, Belgien och Nederländerna. År 1934 återvände han till Sverige och var verksam i Stockholm tills han 1939 slog sig ned i Påskallavik.  
I Paris ställde Arvid Källström ut på Salongen och på Salon des Realitets Nouvelles. Han deltog också i utställningar på Charlottenborg och Den Frie Udstilling i Köpenhamn och på Liljevalchs konsthall i Stockholm. 
Åren 1936–1937 var han verksam inom expeditionen för Vitterhetsakademiens avgjutningar på Öland, Gotland och i Västergötland.[källa behövs] Han är representerad i Nationalmuseum, Moderna museet och Kalmar konstmuseum. Under senare år arbetade han med nonfigurativa kompositioner, där materialets och formens rena, organiska struktur varit föremål för hans studium. Hans konst karakteriseras av ett inträngande naturstudium, i förening med en strävan att nå en samlad, stramt förenklad skulptural form.

## Offentliga verk i urval

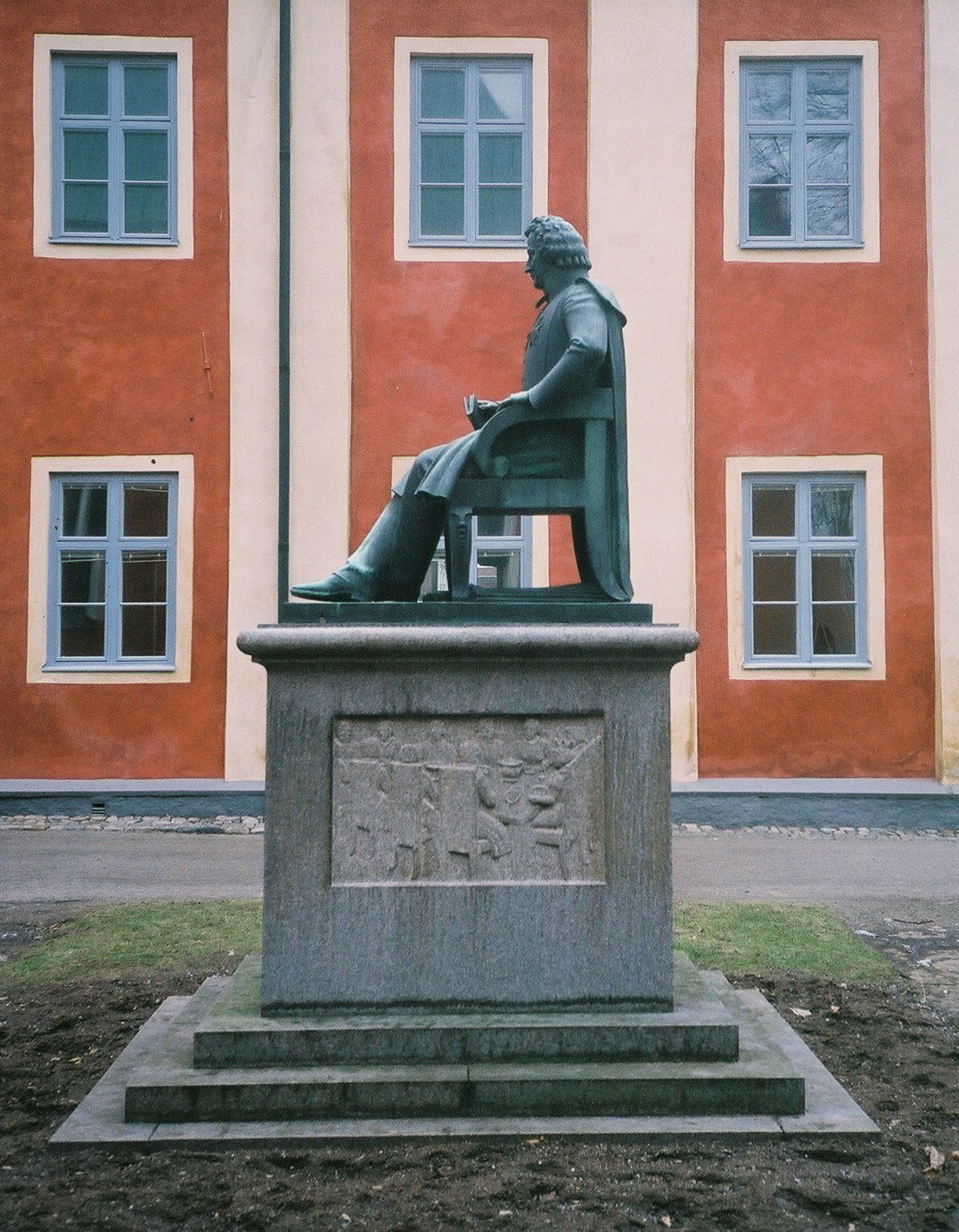
Staty av Esaias Tegnér utanför Karolinerhuset i Växjö
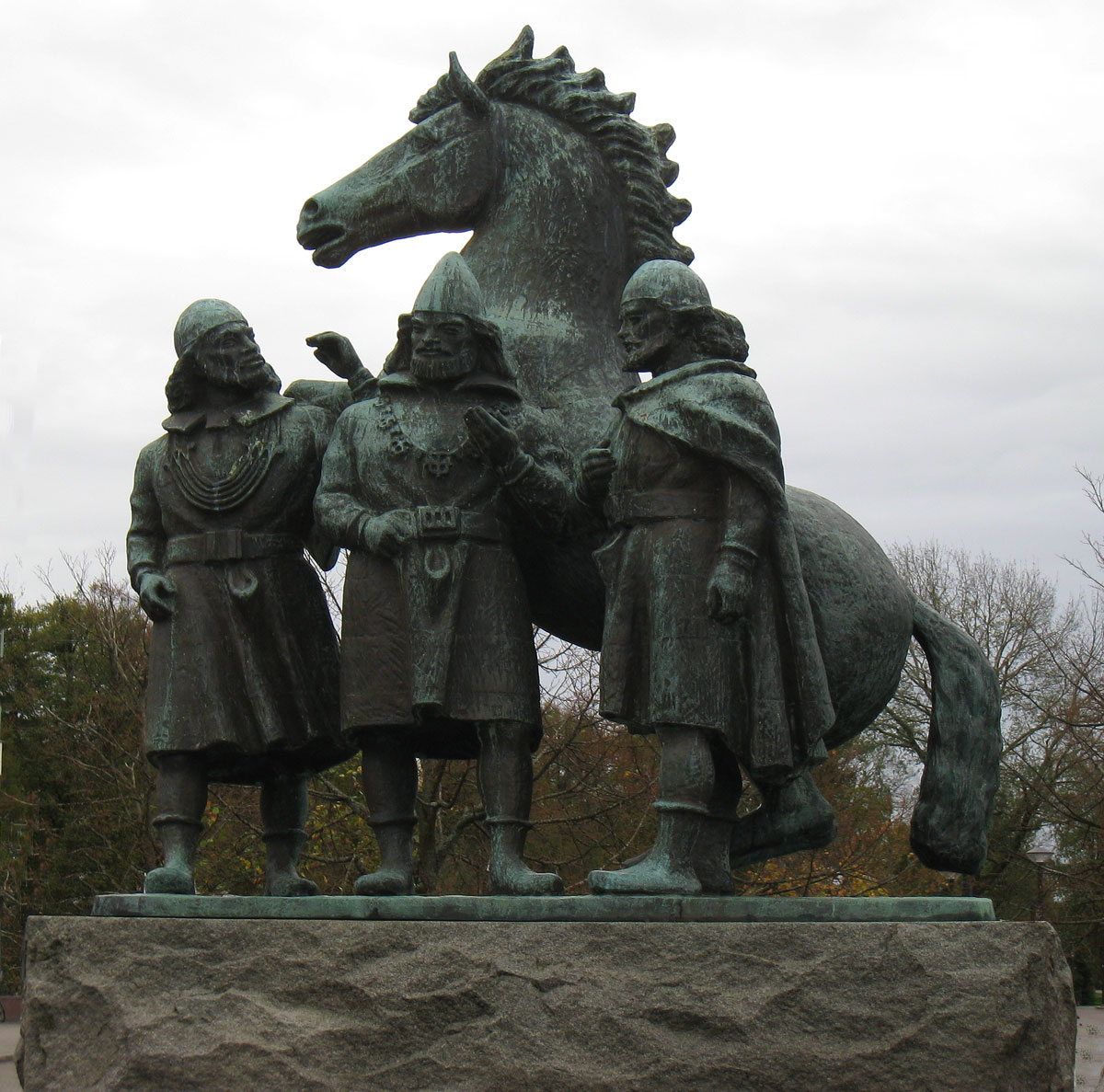
Tre kungar, Kungälv
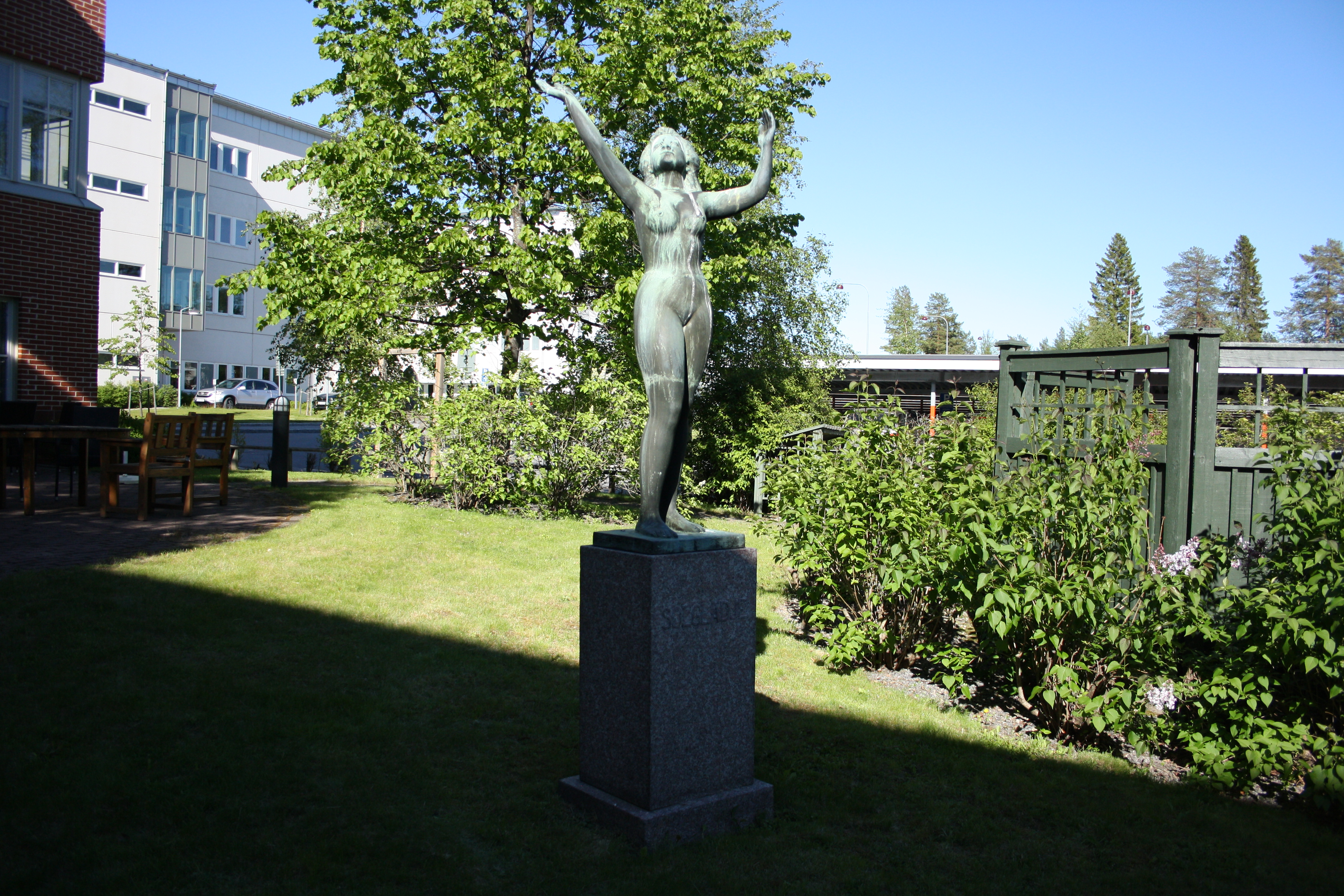
Solglädje, Umeå

- Sjöjungfrun, fontän, brons, 1935, Lilla Torget i Kalmar
- Fontän i Oskarshamn
- Fontän i Hultsfred
- Nils Dacke, brons, Gamla Torget i Virserum
- Esaias Tegnér, brons, 1926, i Växjö
- Trekungamötet i Kungälv, brons, 1958, Kungälv
- Vid målsnöret, brons, 1936, Hudiksvall
- Solglädje, 1957, ursprungligen Umedalens mentalsjukhus, nu vid Norrlands universitetssjukhus i Umeå
- Ölandsflickan, granit, 1943, framför Borgholms stadshus på Borgholms torg
- Ridån till Sagabiografen i Oskarshamn samt väggreliefer i biografen och det ovanpå belägna Café Oderth, 1949